# Offenbacher Fußball-Club Kickers 1901 1982-1983
Questa voce raccoglie le informazioni riguardanti l'Offenbacher Fußball-Club Kickers 1901 nelle competizioni ufficiali della stagione 1982-1983.

## Stagione
Nella stagione 1982-1983 il Kickers Offenbach, allenato da Lothar Buchmann, concluse il campionato di 2. Bundesliga al 2º posto. In Coppa di Germania il Kickers Offenbach fu eliminato al primo turno dal Fortuna Düsseldorf.

## Rosa
| N. |                     | Ruolo | Calciatore        |
| -- | ------------------- | ----- | ----------------- |
|    | Germania (bandiera) | P     | Valentin Herr     |
|    | Germania (bandiera) | P     | Uli Schauberger   |
|    | Germania (bandiera) | D     | Thomas Biehrer    |
|    | Germania (bandiera) | D     | Kurt Geinzer      |
|    | Germania (bandiera) | D     | Michael Grünewald |
|    | Germania (bandiera) | D     | Wolfgang Kraus    |
|    | Germania (bandiera) | D     | Michael Kutzop    |
|    | Germania (bandiera) | D     | Gerd Paulus       |
|    | Germania (bandiera) | D     | Wolfgang Rothe    |
|    | Germania (bandiera) | D     | Bernd Walz        |
|    | Germania (bandiera) | C     | Uwe Bein          |

| N. |                                 | Ruolo | Calciatore         |
| -- | ------------------------------- | ----- | ------------------ |
|    | Bosnia ed Erzegovina (bandiera) | C     | Radomir Dubovina   |
|    | Germania (bandiera)             | C     | Günter Franusch    |
|    | Germania (bandiera)             | C     | Klaus Hofmann      |
|    | Germania (bandiera)             | C     | Thomas Martin      |
|    | Germania (bandiera)             | C     | Franz Michelberger |
|    | Germania (bandiera)             | A     | Uwe Höfer          |
|    | Germania (bandiera)             | A     | Walter Krause      |
|    | Germania (bandiera)             | A     | Martin Kubosch     |
|    | Germania (bandiera)             | A     | Volker Rudel       |
|    | Germania (bandiera)             | A     | Rudolf Sandner     |

## Organigramma societario
Area tecnica
- Allenatore: Lothar Buchmann
- Allenatore in seconda:
- Preparatore dei portieri:
- Preparatori atletici:

## Calciomercato

### Sessione estiva
| Acquisti | Acquisti         | Acquisti         | Acquisti |
| R.       | Nome             | da               | Modalità |
| -------- | ---------------- | ---------------- | -------- |
| C        | Radomir Dubovina | Greuther Fürth   |          |
| P        | Valentin Herr    | Bayer Leverkusen |          |

| Cessioni | Cessioni | Cessioni | Cessioni |
| R.       | Nome     | a        | Modalità |
| -------- | -------- | -------- | -------- |

### Sessione invernale
| Acquisti | Acquisti | Acquisti | Acquisti |
| R.       | Nome     | da       | Modalità |
| -------- | -------- | -------- | -------- |

| Cessioni | Cessioni | Cessioni | Cessioni |
| R.       | Nome     | a        | Modalità |
| -------- | -------- | -------- | -------- |

## Risultati

### 2. Bundesliga

#### Girone di andata
| Arbitro: | Pauly |

|                                               |           |  |
| Kutzop 22’, 88’ (rig.) Rudel 32’ Franusch 65’ | Marcatori |  |

| Arbitro: | Eschweiler |

|  |           |            |
|  | Marcatori | 38’ Kutzop |

| Arbitro: | Gschwender |

|                       |           |  |
| Bein 51’ Franusch 82’ | Marcatori |  |

| Arbitro: | Wippker |

|            |           |                            |
| Polder 82’ | Marcatori | 22’ Höfer 68’ Michelberger |

| Arbitro: | Wahmann |

|                             |           |                                 |
| Schulz 14’ Benz 37’ Löw 43’ | Marcatori | 4’, 47’ Michelberger 75’ Krause |

| Arbitro: | Michel |

|                                                             |           |                              |
| Franusch 27’, 88’ Martin 32’ Bein 74’, 84’ Michelberger 86’ | Marcatori | 58’ Oleknavicius 86’ Álvarez |

| Arbitro: | Puchalski |

|                |           |  |
| Brauer 9’, 30’ | Marcatori |  |

| Arbitro: | Theobald |

|                     |           |  |
| Bein 19’ Krause 33’ | Marcatori |  |

| Arbitro: | Gabor |

|                           |           |            |
| Feilzer 28’ Sackewitz 90’ | Marcatori | 27’ Krause |

| Arbitro: | Fleischer |

|                     |           |  |
| Krause 47’ Bein 51’ | Marcatori |  |

| Arbitro: | Schütte |

|                     |           |           |
| Franusch 33’ (aut.) | Marcatori | 81’ Höfer |

| Arbitro: | Correll |

|                                |           |                         |
| Höfer 34’ Bein 47’ (rig.), 90’ | Marcatori | 14’ Linßen 22’ Grabosch |

| Arbitro: | Neuner |

|                                 |           |                           |
| Eymold 43’ Kempa 62’ Traser 67’ | Marcatori | 54’ Michelberger 69’ Bein |

| Arbitro: | Brehm |

|                                                                      |           |                     |
| Dubovina 33’ Bein 39’ (rig.), 73’ Michelberger 78’ Gorski 90’ (aut.) | Marcatori | 69’ Schatzschneider |

| Arbitro: | Eschweiler |

|  |           |                             |
|  | Marcatori | 15’ Paulus 43’ Michelberger |

| Arbitro: | Wiesel |

|                                       |           |                         |
| Bein 14’ Michelberger 59’ Sandner 88’ | Marcatori | 5’ Steubing 63’ Steeger |

| Arbitro: | Kespohl |

|                        |           |                    |
| Bergmann 29’ Gagel 37’ | Marcatori | 29’ Höfer 76’ Bein |

| Arbitro: | Walz |

|                                       |           |  |
| Geinzer 15’ Bein 66’ Michelberger 70’ | Marcatori |  |

| Arbitro: | Osmers |

|  |           |            |
|  | Marcatori | 68’ Kutzop |

#### Girone di ritorno
| Arbitro: | Assenmacher |

|               |           |                  |
| Olaidotter 8’ | Marcatori | 90’ Michelberger |

| Arbitro: | Roth |

|  |           |                         |
|  | Marcatori | 23’ Linz 89’ Dickgießer |

| Arbitro: | Meijerink |

|               |           |  |
| Jurgeleit 40’ | Marcatori |  |

| Arbitro: | Bodmer |

|                           |           |               |
| Michelberger 46’ Bein 55’ | Marcatori | 22’ Dölitzsch |

| Arbitro: | Huster |

|                                          |           |  |
| Michelberger 31’ Dubovina 59’ Krause 85’ | Marcatori |  |

| Arbitro: | Tritschler |

|             |           |                                               |
| Orejuela 2’ | Marcatori | 6’ Michelberger 18’ Grünewald 82’ (rig.) Bein |

| Arbitro: | Waltert |

|                                     |           |                             |
| Michelberger 12’ Höfer 73’ Bein 86’ | Marcatori | 35’ Kirschner 51’ Förschner |

| Arbitro: | Mierswa |

|          |           |           |
| Bals 22’ | Marcatori | 41’ Höfer |

| Arbitro: | Kasperowski |

|                                                      |           |  |
| Krause 7’ Bein 23’ (rig.) Michelberger 83’ Höfer 84’ | Marcatori |  |

| Arbitro: | Heitmann |

|            |           |  |
| Kügler 17’ | Marcatori |  |

| Arbitro: | Kespohl |

|          |           |            |
| Bein 21’ | Marcatori | 32’ Müller |

| Arbitro: | Theobald |

|                 |           |                                                      |
| Vittinghoff 65’ | Marcatori | 30’ Bein 45’ (aut.) Sauk 80’ Martin 90’ Michelberger |

| Arbitro: | Engel |

|                        |           |  |
| Bein 82’ Grünewald 87’ | Marcatori |  |

| Arbitro: | Risse |

|                   |           |  |
| Hartmann 22’, 74’ | Marcatori |  |

| Arbitro: | Kasperowski |

|                      |           |                         |
| Höfer 15’ Krause 72’ | Marcatori | 21’ Mattern 77’ Schüler |

| Bochum 14 maggio 1983, ore 15:00 CEST 35ª giornata | Wattenscheid 09 | 0 – 0 referto | Kickers Offenbach | Lohrheidestadion (4 950 spett.)\| Arbitro: \| Barnick \| |
| Arbitro:                                           | Barnick         |               |                   |                                                          |

| Arbitro: | Zimmermann |

|                                        |           |                       |
| Michelberger 4’ Kubosch 78’ Krause 80’ | Marcatori | 57’ Metzler 60’ Weber |

| Arbitro: | Redelfs |

|                                       |           |                       |
| Demange 31’ Wegmann 34’, 48’ Kehr 85’ | Marcatori | 86’, 89’ Michelberger |

| Arbitro: | Neuner |

|           |           |                     |
| Höfer 24’ | Marcatori | 60’, 63’ Steininger |

### Coppa di Germania
| Arbitro: | Clajus |

|          |           |                                     |
| Bein 42’ | Marcatori | 13’ Eðvaldsson 92’ Weikl 95’ Thiele |

## Statistiche

### Statistiche di squadra
| Competizione      | Punti | In casa | In casa | In casa | In casa | In casa | In casa | In trasferta | In trasferta | In trasferta | In trasferta | In trasferta | In trasferta | Totale | Totale | Totale | Totale | Totale | Totale | DR  |
| Competizione      | Punti | G       | V       | N       | P       | Gf      | Gs      | G            | V            | N            | P            | Gf           | Gs           | G      | V      | N      | P      | Gf     | Gs     | DR  |
| ----------------- | ----- | ------- | ------- | ------- | ------- | ------- | ------- | ------------ | ------------ | ------------ | ------------ | ------------ | ------------ | ------ | ------ | ------ | ------ | ------ | ------ | --- |
| 2. Bundesliga     | 50    | 19      | 15      | 2       | 2       | 51      | 19      | 19           | 6            | 6            | 7            | 26           | 26           | 38     | 21     | 8      | 9      | 77     | 45     | +32 |
| Coppa di Germania | -     | 1       | 0       | 0       | 1       | 1       | 3       | 0            | 0            | 0            | 0            | 0            | 0            | 1      | 0      | 0      | 1      | 1      | 3      | -2  |
| Totale            | 50    | 20      | 15      | 2       | 3       | 52      | 22      | 19           | 6            | 6            | 7            | 26           | 26           | 39     | 21     | 8      | 10     | 78     | 48     | +30 |

### Andamento in campionato
| Giornata  | 1 | 2 | 3 | 4 | 5 | 6 | 7 | 8 | 9 | 10 | 11 | 12 | 13 | 14 | 15 | 16 | 17 | 18 | 19 | 20 | 21 | 22 | 23 | 24 | 25 | 26 | 27 | 28 | 29 | 30 | 31 | 32 | 33 | 34 | 35 | 36 | 37 | 38 |
| --------- | - | - | - | - | - | - | - | - | - | -- | -- | -- | -- | -- | -- | -- | -- | -- | -- | -- | -- | -- | -- | -- | -- | -- | -- | -- | -- | -- | -- | -- | -- | -- | -- | -- | -- | -- |
| Luogo     | C | T | C | T | T | C | T | C | T | C  | T  | C  | T  | C  | T  | C  | T  | C  | T  | T  | C  | T  | C  | C  | T  | C  | T  | C  | T  | C  | T  | C  | T  | C  | T  | C  | T  | C  |
| Risultato | V | V | V | V | N | V | P | V | P | V  | N  | V  | P  | V  | V  | V  | N  | V  | V  | N  | P  | P  | V  | V  | V  | V  | N  | V  | P  | N  | V  | V  | P  | N  | N  | V  | P  | P  |
| Posizione | 1 | 2 | 2 | 1 | 1 | 1 | 3 | 2 | 4 | 2  | 2  | 2  | 2  | 2  | 2  | 2  | 1  | 1  | 1  | 1  | 1  | 2  | 2  | 2  | 1  | 1  | 2  | 2  | 2  | 2  | 2  | 2  | 2  | 2  | 2  | 2  | 2  | 2  |

Legenda:

Luogo: C = Casa; T = Trasferta. Risultato: V = Vittoria; N = Pareggio; P = Sconfitta.

### Statistiche dei giocatori
!! colspan="4" | Totale

| Giocatore       | 2. Bundesliga | 2. Bundesliga | 2. Bundesliga | 2. Bundesliga | Coppa di Germania U. Bein | Coppa di Germania U. Bein | Coppa di Germania U. Bein | Coppa di Germania U. Bein | 37       | 20   | 0           | 0          | 1 | 1 | 0 | 0 | 38 | 21 | 0 | 0 |
| Giocatore       | Presenze      | Reti          | Ammonizioni   | Espulsioni    | Presenze                  | Reti                      | Ammonizioni               | Espulsioni                | Presenze | Reti | Ammonizioni | Espulsioni |   |   |   |   |    |    |   |   |
| T. Biehrer      | 1             | 0             | 0             | 0             | 0                         | 0                         | 0                         | 0                         | 1        | 0    | 0           | 0          |   |   |   |   |    |    |   |   |
| R. Dubovina     | 25            | 2             | 3             | 0             | 0                         | 0                         | 0                         | 0                         | 25       | 2    | 3           | 0          |   |   |   |   |    |    |   |   |
| G. Franusch     | 22            | 4             | 1             | 0             | 1                         | 0                         | 0                         | 0                         | 23       | 4    | 1           | 0          |   |   |   |   |    |    |   |   |
| K. Geinzer      | 31            | 1             | 4             | 0             | 1                         | 0                         | 0                         | 0                         | 32       | 1    | 4           | 0          |   |   |   |   |    |    |   |   |
| M. Grünewald    | 31            | 2             | 7             | 0             | 0                         | 0                         | 0                         | 0                         | 31       | 2    | 7           | 0          |   |   |   |   |    |    |   |   |
| V. Herr         | 38            | 0             | 0             | 0             | 1                         | 0                         | 0                         | 0                         | 39       | 0    | 0           | 0          |   |   |   |   |    |    |   |   |
| K. Hofmann      | 12            | 0             | 0             | 0             | 0                         | 0                         | 0                         | 0                         | 12       | 0    | 0           | 0          |   |   |   |   |    |    |   |   |
| U. Höfer        | 34            | 9             | 3             | 1             | 1                         | 0                         | 0                         | 0                         | 35       | 9    | 3           | 1          |   |   |   |   |    |    |   |   |
| W. Kraus        | 5             | 0             | 0             | 0             | 0                         | 0                         | 0                         | 0                         | 5        | 0    | 0           | 0          |   |   |   |   |    |    |   |   |
| W. Krause       | 37            | 8             | 5             | 0             | 1                         | 0                         | 0                         | 0                         | 38       | 8    | 5           | 0          |   |   |   |   |    |    |   |   |
| M. Kubosch      | 3             | 1             | 0             | 0             | 0                         | 0                         | 0                         | 0                         | 3        | 1    | 0           | 0          |   |   |   |   |    |    |   |   |
| M. Kutzop       | 33            | 4             | 7             | 1             | 1                         | 0                         | 0                         | 0                         | 34       | 4    | 7           | 1          |   |   |   |   |    |    |   |   |
| T. Martin       | 31            | 2             | 11            | 0             | 1                         | 0                         | 0                         | 0                         | 32       | 2    | 11          | 0          |   |   |   |   |    |    |   |   |
| F. Michelberger | 38            | 19            | 3             | 0             | 1                         | 0                         | 0                         | 0                         | 39       | 19   | 3           | 0          |   |   |   |   |    |    |   |   |
| G. Paulus       | 38            | 1             | 2             | 0             | 1                         | 0                         | 0                         | 0                         | 39       | 1    | 2           | 0          |   |   |   |   |    |    |   |   |
| W. Rothe        | 9             | 0             | 0             | 0             | 1                         | 0                         | 0                         | 0                         | 10       | 0    | 0           | 0          |   |   |   |   |    |    |   |   |
| V. Rudel        | 27            | 1             | 1             | 0             | 1                         | 0                         | 0                         | 0                         | 28       | 1    | 1           | 0          |   |   |   |   |    |    |   |   |
| R. Sandner      | 29            | 1             | 2             | 0             | 1                         | 0                         | 0                         | 0                         | 30       | 1    | 2           | 0          |   |   |   |   |    |    |   |   |
| U. Schauberger  | 0             | 0             | 0             | 0             | 0                         | 0                         | 0                         | 0                         | 0        | 0    | 0           | 0          |   |   |   |   |    |    |   |   |
| B. Walz         | 1             | 0             | 0             | 0             | 0                         | 0                         | 0                         | 0                         | 1        | 0    | 0           | 0          |   |   |   |   |    |    |   |   |